# Talagah
Talagah is een bestuurslaag in het regentschap Pamekasan van de provincie Oost-Java, Indonesië. Talagah telt 2042 inwoners (volkstelling 2010).